# Wien (krater)
För andra betydelser, se Wien (olika betydelser).
Wien är en nedslagskrater på planeten Mars. Kratern har en diameter på ungefär 115 km.
1976 uppkallades den efter den tyske fysikern Wilhelm Wien.